# František Fencl
František Fencl, též Fenzl (28. listopadu 1857 Jarošov nad Nežárkou – 3. června 1948 Jarošov nad Nežárkou), byl rakouský politik české národnosti z Čech, poslanec Českého zemského sněmu.

## Biografie
Byl synem Martina a Marie Fenclových z Jarošova nad Nežárkou. Pocházel z rodiny šesti bratrů a tří sester. Působil jako pokrokový rolník a hospodář v Jarošově nad Nežárkou, byl starostou této obce v letech 1898–1901, 1907–1910 a 1913–1919 a zároveň důvěrníkem okresního hejtmana.
Zapojil se i do vysoké politiky. V zemských volbách roku 1908 byl zvolen do Českého zemského sněmu, kde zastupoval kurii venkovských obcí, obvod Jindřichův Hradec, Třeboň, Lomnice, Nová Bystřice. Uváděl se jako kandidát Českoslovanské agrární strany.
Ještě v roce 1937 oslavil své 80. narozeniny, zemřel na výměnku svého gruntu ve stáří 91 roků.